# Assafea

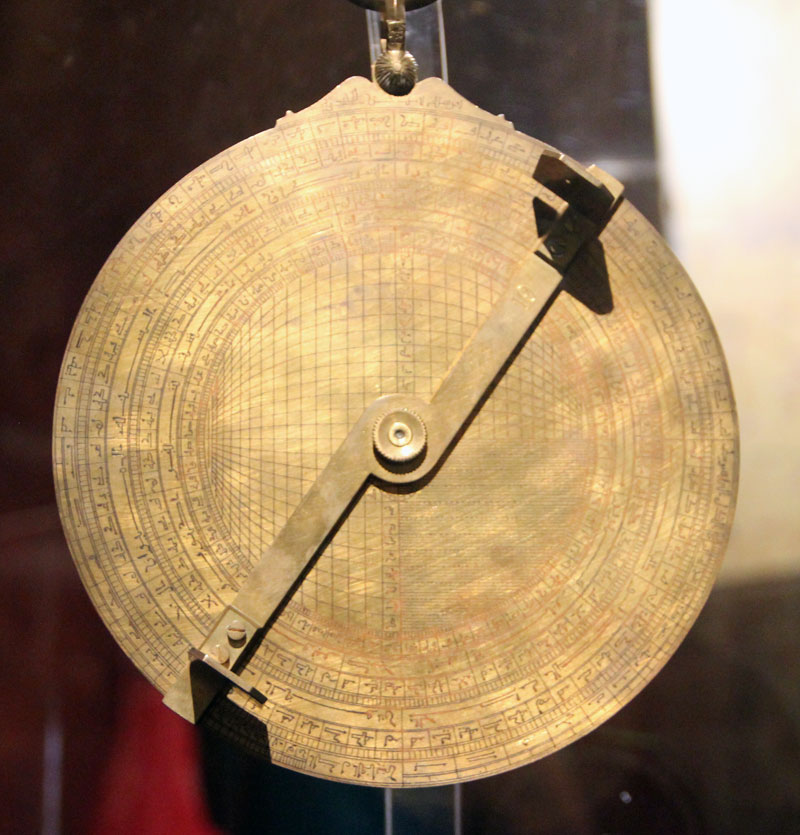
Còpia d'una Assafea construïda per Muhammad ibn Hudayl (Murcia,). L'original es troba a Barcelona RACAB.

Una assafea és un tipus particular d'astrolabi, dissenyat per l'astrònom andalusí Azarquiel (Abū Ishāq Ibrāhīm ibn Yahyà al Zarqālī, c. 1030 – c. 1090) que incorpora una làmina universal millorada i prescindeix de l'aranya. També es coneix com a assafea d'Azarquiel o, en llatí, com saphea Azarchelis. Se'n conserven quatre exemplars en tot el món.